# Overkill (Band)/Diskografie
Diese Diskografie ist eine Übersicht über die musikalischen Werke der US-amerikanischen Thrash-Metal-Band Overkill. Das erfolgreichste Werk der Band ist das 18. Studioalbum The Wings of War, welches Platz fünf der deutschen Albumcharts erreichte.

## Alben

### Studioalben
| Jahr | Titel Musiklabel                                 | Höchstplatzierung, Gesamtwochen, AuszeichnungChartplatzierungen (Jahr, Titel, Musiklabel, Platzierungen, Wochen, Auszeichnungen, Anmerkungen) | Höchstplatzierung, Gesamtwochen, AuszeichnungChartplatzierungen (Jahr, Titel, Musiklabel, Platzierungen, Wochen, Auszeichnungen, Anmerkungen) | Höchstplatzierung, Gesamtwochen, AuszeichnungChartplatzierungen (Jahr, Titel, Musiklabel, Platzierungen, Wochen, Auszeichnungen, Anmerkungen) | Höchstplatzierung, Gesamtwochen, AuszeichnungChartplatzierungen (Jahr, Titel, Musiklabel, Platzierungen, Wochen, Auszeichnungen, Anmerkungen) | Anmerkungen                              |
| Jahr | Titel Musiklabel                                 | DE | AT | CH | US | Anmerkungen                              |
| ---- | ------------------------------------------------ | --- | --- | --- | --- | ---------------------------------------- |
| 1985 | Feel the Fire Megaforce Records                  | — | — | — | — | Erstveröffentlichung: 15. April 1985     |
| 1987 | Taking Over Megaforce Records                    | — | — | — | US191 (1 Wo.)US | Erstveröffentlichung: 1. September 1987  |
| 1988 | Under the Influence Atlantic Records             | DE42 (6 Wo.)DE | — | — | US142 (13 Wo.)US | Erstveröffentlichung: 5. Juli 1988       |
| 1989 | The Years of Decay Atlantic Records              | DE58 (7 Wo.)DE | — | — | US155 (8 Wo.)US | Erstveröffentlichung: 13. Oktober 1989   |
| 1991 | Horrorscope Atlantic Records                     | — | — | — | — | Erstveröffentlichung: 3. September 1991  |
| 1993 | I Hear Black Atlantic Records                    | DE82 (1 Wo.)DE | — | — | US122 (2 Wo.)US | Erstveröffentlichung: 9. März 1993       |
| 1994 | W.F.O. Atlantic Records                          | DE93 (1 Wo.)DE | — | — | — | Erstveröffentlichung: 15. Juli 1994      |
| 1996 | The Killing Kind CMC International               | DE60 (7 Wo.)DE | — | — | — | Erstveröffentlichung: 5. März 1996       |
| 1997 | From the Underground and Below CMC International | DE80 (2 Wo.)DE | — | — | — | Erstveröffentlichung: 30. September 1997 |
| 1999 | Necroshine CMC International                     | — | — | — | — | Erstveröffentlichung: 23. Februar 1999   |
| 2000 | Bloodletting Metal Is                            | — | — | — | — | Erstveröffentlichung: 24. Oktober 2000   |
| 2003 | Killbox 13 Spitfire Records                      | DE93 (1 Wo.)DE | — | — | — | Erstveröffentlichung: 25. März 2003      |
| 2005 | ReliXIV Spitfire Records                         | — | — | — | — | Erstveröffentlichung: 22. März 2005      |
| 2007 | Immortalis Bodog Music                           | — | — | — | — | Erstveröffentlichung: 9. Oktober 2007    |
| 2010 | Ironbound Nuclear Blast                          | DE31 (2 Wo.)DE | AT61 (1 Wo.)AT | CH77 (1 Wo.)CH | US192 (1 Wo.)US | Erstveröffentlichung: 29. Januar 2010    |
| 2012 | The Electric Age Nuclear Blast                   | DE34 (2 Wo.)DE | AT73 (1 Wo.)AT | CH62 (1 Wo.)CH | US77 (1 Wo.)US | Erstveröffentlichung: 27. März 2012      |
| 2014 | White Devil Armory Nuclear Blast                 | DE20 (2 Wo.)DE | AT53 (1 Wo.)AT | CH31 (1 Wo.)CH | US31 (2 Wo.)US | Erstveröffentlichung: 18. Juli 2014      |
| 2017 | The Grinding Wheel Nuclear Blast                 | DE10 (3 Wo.)DE | AT33 (1 Wo.)AT | CH23 (2 Wo.)CH | US69 (1 Wo.)US | Erstveröffentlichung: 10. Februar 2017   |
| 2019 | The Wings of War Nuclear Blast                   | DE5 (3 Wo.)DE | AT23 (1 Wo.)AT | CH13 (2 Wo.)CH | US158 (1 Wo.)US | Erstveröffentlichung: 22. Februar 2019   |
| 2023 | Scorched Nuclear Blast                           | DE10 (3 Wo.)DE | AT29 (1 Wo.)AT | CH7 (2 Wo.)CH | — | Erstveröffentlichung: 14. April 2023     |

### Livealben
| Jahr | Titel Musiklabel                                 | Höchstplatzierung, Gesamtwochen, AuszeichnungChartplatzierungen (Jahr, Titel, Musiklabel, Platzierungen, Wochen, Auszeichnungen, Anmerkungen) | Höchstplatzierung, Gesamtwochen, AuszeichnungChartplatzierungen (Jahr, Titel, Musiklabel, Platzierungen, Wochen, Auszeichnungen, Anmerkungen) | Höchstplatzierung, Gesamtwochen, AuszeichnungChartplatzierungen (Jahr, Titel, Musiklabel, Platzierungen, Wochen, Auszeichnungen, Anmerkungen) | Höchstplatzierung, Gesamtwochen, AuszeichnungChartplatzierungen (Jahr, Titel, Musiklabel, Platzierungen, Wochen, Auszeichnungen, Anmerkungen) | Anmerkungen                         |
| Jahr | Titel Musiklabel                                 | DE | AT | CH | US | Anmerkungen                         |
| ---- | ------------------------------------------------ | --- | --- | --- | --- | ----------------------------------- |
| 1995 | 10 Years of Wrecking Your Neck CMC International | DE65 (6 Wo.)DE | — | — | — | Erstveröffentlichung: 30. Mai 1995  |
| 2002 | Wrecking Everything Spitfire Records             | — | — | — | — | Erstveröffentlichung: 18. Juni 2002 |
| 2018 | Live in Overhausen Nuclear Blast                 | DE12 (2 Wo.)DE | — | CH91 (1 Wo.)CH | — | Erstveröffentlichung: 18. Mai 2018  |

### Kompilationen
| Jahr | Titel Musiklabel                           | Höchstplatzierung, Gesamtwochen, AuszeichnungChartplatzierungen (Jahr, Titel, Musiklabel, Platzierungen, Wochen, Auszeichnungen, Anmerkungen) | Höchstplatzierung, Gesamtwochen, AuszeichnungChartplatzierungen (Jahr, Titel, Musiklabel, Platzierungen, Wochen, Auszeichnungen, Anmerkungen) | Höchstplatzierung, Gesamtwochen, AuszeichnungChartplatzierungen (Jahr, Titel, Musiklabel, Platzierungen, Wochen, Auszeichnungen, Anmerkungen) | Höchstplatzierung, Gesamtwochen, AuszeichnungChartplatzierungen (Jahr, Titel, Musiklabel, Platzierungen, Wochen, Auszeichnungen, Anmerkungen) | Anmerkungen                            |
| Jahr | Titel Musiklabel                           | DE | AT | CH | US | Anmerkungen                            |
| ---- | ------------------------------------------ | --- | --- | --- | --- | -------------------------------------- |
| 2021 | The Atlantic Years 1986–1994 Nuclear Blast | DE51 (1 Wo.)DE | — | — | — | Erstveröffentlichung: 3. Dezember 2021 |

Weitere Kompilationen
| Jahr | Titel Musiklabel                                             | Anmerkungen                              |
| ---- | ------------------------------------------------------------ | ---------------------------------------- |
| 1996 | Fuck You and Then Some Megaforce Records                     | Erstveröffentlichung: 22. Oktober 1996   |
| 1996 | Coverkill SPV/Steamhammer                                    | Erstveröffentlichung: 26. Oktober 1999   |
| 2002 | Hello from the Gutter – The Best of Overkill SPV/Steamhammer | Erstveröffentlichung: 10. September 2002 |

### EPs
| Jahr | Titel Musiklabel                 | Anmerkungen                                               |
| ---- | -------------------------------- | --------------------------------------------------------- |
| 1985 | Overkill Megaforce Blade         | Erstveröffentlichung: 1985                                |
| 1987 | !!!Fuck You!!! Megaforce Records | Erstveröffentlichung: 1987                                |
| 2012 | 6 Songs Nuclear Blast            | Erstveröffentlichung: 2012 Beilage des Magazins Rock Hard |

### Demos
| Jahr | Titel              | Anmerkungen                              |
| ---- | ------------------ | ---------------------------------------- |
| 1983 | Power in Black     | Erstveröffentlichung: 12. September 1983 |
| 1984 | Rotten to the Core | Erstveröffentlichung: 1984               |
| 1984 | Feel the Fire      | Erstveröffentlichung: 1984               |

## Videografie

### Videoalben
| Jahr | Titel Musiklabel                                                 | Anmerkungen                              |
| ---- | ---------------------------------------------------------------- | ---------------------------------------- |
| 2002 | Wrecking Everything – An Evening in Asbury Park Spitfire Records | Erstveröffentlichung: 24. September 2002 |
| 2008 | Live at Wacken Open Air 2007 Bodog Music                         | Erstveröffentlichung: 5. Februar 2008    |

### Musikvideos
- 1987: In Union We Stand
- 1988: Hello from the Gutter
- 1989: Elimination
- 1991: Horroscope
- 1991: Thanx for Nothin’
- 1993: Spiritual Void
- 1994: Fast Junkie
- 1995: Bastard Nation a
- 1997: Long Time Dyin’
- 2007: Skull and Bones (feat. Randy Blythe)
- 2010: Bring Me the Night
- 2012: Electric Rattlesnake
- 2014: Armorist
- 2014: Bitter Pill
- 2016: Our Finest Hour b
- 2016: Mean, Green, Killing Machine b
- 2017: Goddamn Trouble
- 2017: Shine On
- 2018: Hammerhead a
- 2018: Thanx for Nothin’ a
- 2018: Second Son a
- 2018: Last Man Standing b
- 2019: Head of a Pin b
- 2019: Welcome to the Garden State

### Boxsets
| Jahr | Titel Musiklabel          | Anmerkungen                            |
| ---- | ------------------------- | -------------------------------------- |
| 2015 | Historikill Nuclear Blast | Erstveröffentlichung: 16. Oktober 2015 |

## Statistik

### Chartauswertung
|                     | DE     | AT    | CH    | US    |
| ------------------- | ------ | ----- | ----- | ----- |
| Nummer-eins-Alben   | DE—DE  | AT—AT | CH—CH | US—US |
| Top-10-Alben        | DE3DE  | AT—AT | CH1CH | US—US |
| Alben in den Charts | DE16DE | AT6AT | CH6CH | US9US |